# Concerning Violence
Concerning Violence. Nine Scenes From the Anti-Imperialistic Self-Defense és una pel·lícula documental de 2014 escrita i dirigida per Göran Olsson. Es basa en l'assaig de Frantz Fanon, Concerning Violence, del seu llibre de 1961 Els condemnats de la terra. La cantant i actriu estatunidenc Lauryn Hill va servir com a narradora a l'estrena en anglès de la pel·lícula, mentre que l'actriu finlandesa Kati Outinen proporciona la narració de l'estrena original sueca. La pel·lícula és una coproducció internacional entre Suècia, Finlàndia, Dinamarca i els Estats Units d'Amèrica.

## Sinopsi
La pel·lícula narra els esdeveniments dels moviments nacionalistes i independentistes africans dels anys 1960 i 1970 que van desafiar el govern colonial de les minories blanques.

## Publicació
El 17 de gener de 2014 la pel·lícula es va estrenar a la World Cinema Documentary Competition del Festival de Cinema de Sundance, després de ser presentada al MeetMarket de 2012 del Sheffield Doc/Fest.
El maig de 2013, Films Boutique va adquirir els drets de distribució mundial de la pel·lícula. La pel·lícula també es va projectar al 64è Festival Internacional de Cinema de Berlín a la secció Panorama Dokumente, el febrer de 2014. Va guanyar un premi al festival. El 30 de gener de 2014, la pel·lícula també es va estrenar en competició al Festival Internacional de Cinema de Göteborg.
El 15 d'agost de 2014 es va estrenar en cinemes a Suècia. El 28 de novembre de 2014 es va publicar al Regne Unit i el 5 de desembre de 2014 als Estats Units d'Amèrica.

## Recepció
La pel·lícula va rebre crítiques positives a la seva estrena al Festival de Cinema de Sundance de 2014. L'agregador de ressenyes Rotten Tomatoes atorga a la pel·lícula una puntuació del 90% basada en les crítiques de 31 crítics, amb una puntuació mitjana de 7,5/10. A Metacritic, que assigna una valoració mitjana ponderada de 100 crítiques de crítics de cinema, la pel·lícula té una puntuació mitjana de 86, basada en 5 crítiques, que indica una resposta d'«aclamació universal».
Kevin Jagernauth del portal web IndieWire va elogiar la pel·lícula i va dir que «Concerning Violence suggereix que la lliçó encara s'ha d'aprendre, i només és qüestió d'un temps fins que la història es repeteixi de nou i es prenguin mesures». Joshua Rothkopf, de la revista Time Out, va donar a la pel·lícula quatre de cinc estrelles i va dir que «un so de trompeta que fa ressò, repetit al llarg de tot, i alguna carnisseria política a la cara identifiquen Concerning Violence pel que és: una espinosa i apassionada crida a les armes». Boyd van Hoeij en la seva crítica per a The Hollywood Reporter va qualificar la pel·lícula com a «un documental dur i cerebral però finalment il·luminador sobre la descolonització d'Àfrica». Dan Schindel de Movie Mezzanine va donar una crítica positiva a la pel·lícula i va dir que «Concerning Violence és un dels millors documentals que han arribat al Sundance d'enguany. També actua com una excel·lent peça acompanyant de We Come As Friends, un altre gran document sobre l'imperialisme a l'Àfrica que s'ha projectat al festival. Es tracta d'una obra d'història, sociologia, psicologia i filosofia» i afegeix que la pel·lícula és «un assaig visual poètic que provoca reflexions».

## Premis i nominacions
| Any  | Premi                                                  | Categoria                                          | Nominació    | Resultat  | Ref.          |
| 2014 | Festival de Cinema de Sundance                         | Gran Premi del Jurat de Cinema Mundial: Documental | Göran Olsson | Nominat   | [ 25 ]        |
| 2014 | Festival Internacional de Cinema de Berlín             | Premi Cinema Fairbindet                            | Göran Olsson | Guanyador | [ 13 ] [ 26 ] |
| 2014 | Festival Internacional de Cinema de Göteborg           | Premi Dragon al millor documental nòrdic           | Göran Olsson | Guanyador | [ 27 ]        |
| 2014 | Festival Internacional de Cinema de Hong Kong          | Premi Golden Firebird                              | Göran Olsson | Nominat   | [ 25 ]        |
| 2014 | Festival Internacional de Cinema Documental de Jihlava | Millor documental mundial                          | Göran Olsson | Nominat   | [ 28 ]        |
| 2014 | Festival Internacional de Documentals de Munic         | Premi Víctor                                       | Göran Olsson | Nominat   | [ 29 ]        |
| 2014 | Festival Pel·lícules des del Sud                       | Millor llargmetratge documental                    | Göran Olsson | Guanyador | [ 30 ]        |
| 2014 | Festival Internacional de Documentals de Sheffield     | Premi especial del jurat                           | Göran Olsson | Nominat   | [ 31 ]        |